# Cantón de Beauchamp
El cantón de Beauchamp era una división administrativa francesa, que estaba situada en el departamento de Valle del Oise y la región de Isla de Francia.

## Composición
El cantón estaba formado por tres comunas:
- Beauchamp
- Le Plessis-Bouchard
- Pierrelaye

## Supresión del cantón de Beauchamp
En aplicación del Decreto n.º 2014-168 de 17 de febrero de 2014, el cantón de Beauchamp fue suprimido el 22 de marzo de 2015 y sus 3 comunas pasaron a formar parte; dos del nuevo cantón de Taverny y una del nuevo cantón de Domon.